# Heian-palota

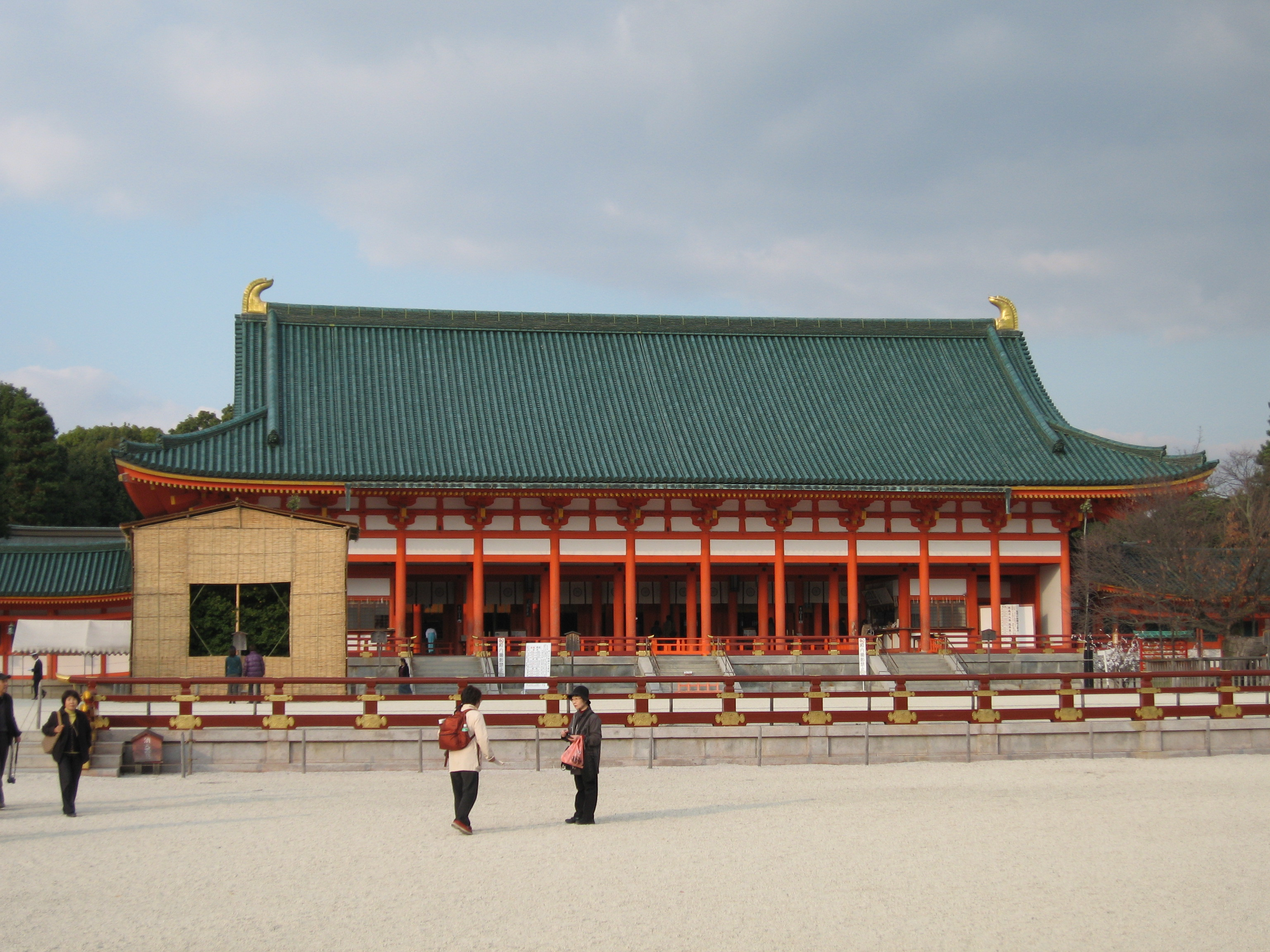
Az újjáépített Daigokuden-csarnok

A Heian-palota (japánul 大内裏, Daidairi) az ősi japán főváros, Heiankjó (a mai Kiotó) császári palotája 794 és 1227 között. A palota, amely a Heian-korban a császár lakhelye és az ország közigazgatási központja, a város északi részén helyezkedett el a kínai építési minta alapján.
A nagy, fallal körülvett, téglalap alapú palotában számos szertartási és közigazgatási épület volt található, a kormányzati minisztériumokat beleértve. A palota falán belül elkülönítve állt a császár lakrésze, a dairi (belső palota). A lakrészében éltek a császár hitvesei, és itt voltak a hivatalos szertartási épületek is.
A palota eredeti feladata a 7. században átvett kínai kormányzati módszer képviselése valamint az államminisztérium (太政官) és nyolc minisztériumának befogadása volt. A császár lakhelyének tervezték, hogy otthont adjon az állam legfontosabb ügyeinek és szertartásainak.

## Fekvés

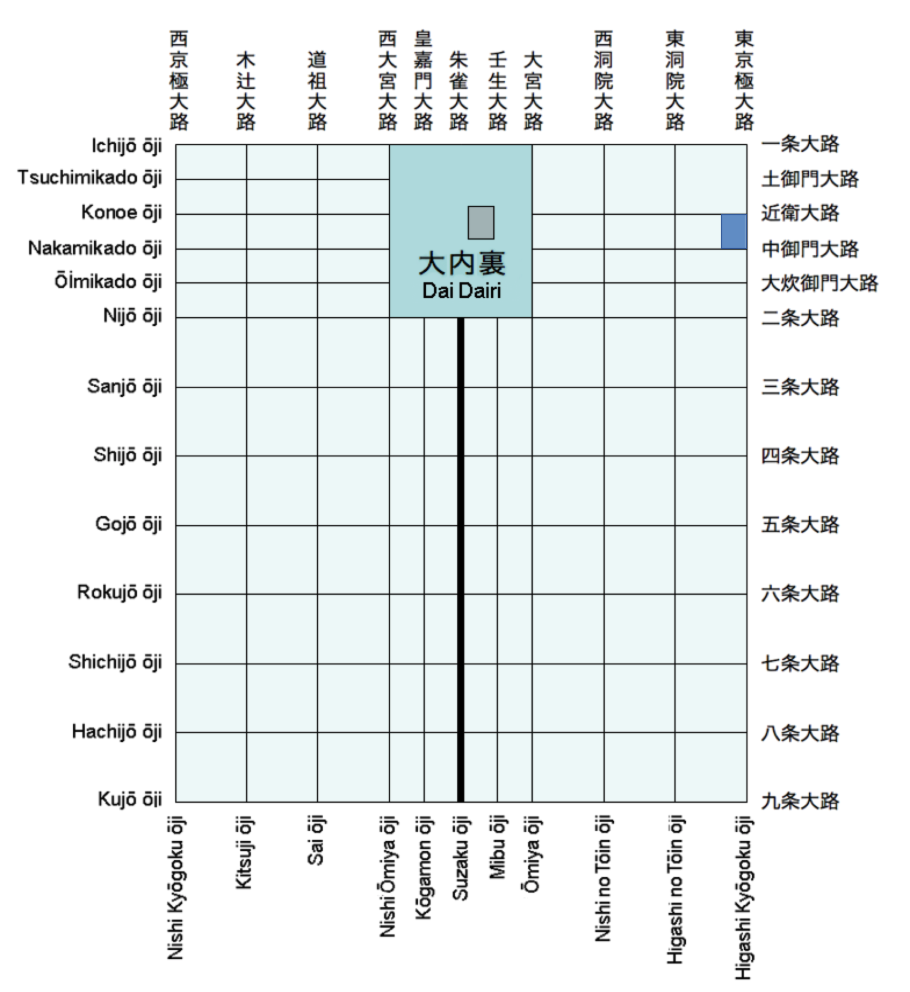
A palota elhelyezkedése Heiankjón belül

A palotát a téglalap alapterületű Heiankjó északi részébe építették egy jól bevált kínai építési módszer alapján, amelyet már Heidzsókjónál és Nagaokakjónál is alkalmaztak. A nagy palota délkeleti sarka a mai Nidzsó-kastély területén állt. A palota fő bejárata a Szuzakumon-kapu volt, amely a Szuzaku ódzsi sugárút északi végét képezte. Ez az út a városközpontot szelte át a Rasómon-kapuig. A palota dél felé nézett és kiemelkedett Heiankjó szimmetrikusan elhelyezett épületei közül. A Szuzakumon-kapu mellett a palotának még 13 bejárata volt, egymással szemben a fal mentén. Sugárutak, ódzsik (大路) futottak az egyes kapukig, kivéve a három északit, mivel azok a városfalon kívülre néztek.

## Nagy palota (Daidairi)

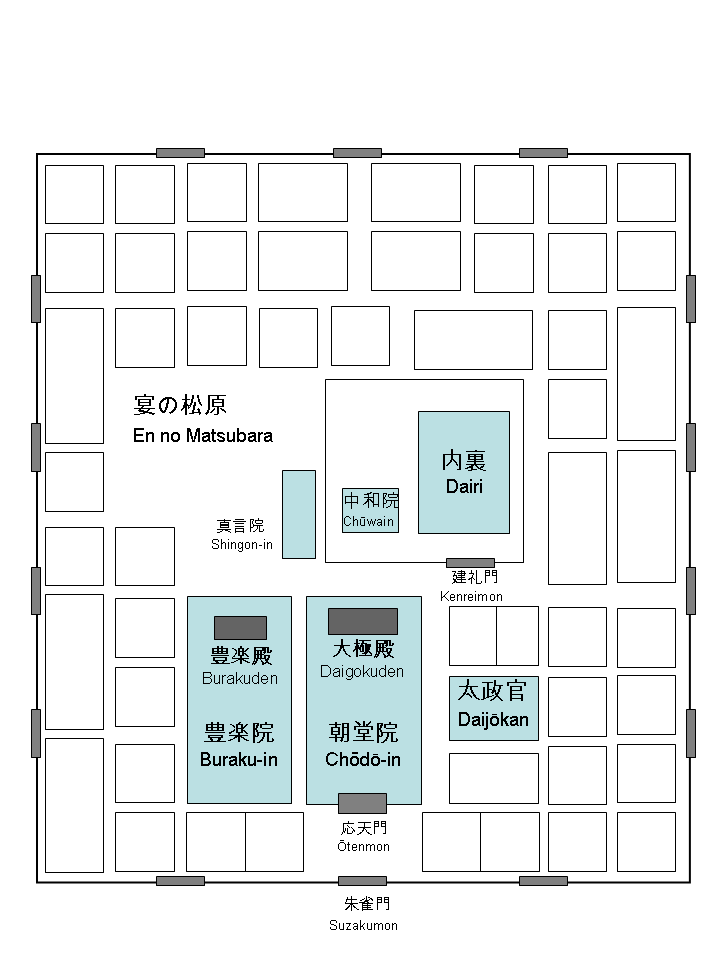
A nagy palota tervrajza

A nagy palota (大内裏) téglalap alapú volt, észak-déli irányban 1,4 kilométer hosszan, az Icsidzsó ódzsi (一条大路) és a Nidzsó ódzsi (二条大路) sugárutak között, valamint kelet-nyugati irányban 1,2 kilométer hosszan a Nisi Ómija ódzsi (西大宮大路) és az Ómija ódzsi (大宮大路) utak között. A nagy palota három legnagyobb épülete a Csózóin (朝堂院), a hivatalok épülete, a Burakuin (豊楽院), a fogadóépület és a belső palota (内裏) volt.
A Csódóin téglapap alakú, fallal körülvett építmény volt, a központi fekvésű Szuzakumon kaputól északra. Kínai minta szerint, kínai építészeti stílusban épület. A régészeti kutatások bizonyították, hogy az épület korábbi, 7. századi palotai építmények pontos mása.
A Csódóinen belüli legnagyobb építmény a Daigokuden (大極殿), a Nagy Hallgatóság Terme volt, az épületegyüttes északi részében, dél felé nézve. Nagy, 52 méter hosszú és 20 méter széles, kínai stílusú épület volt, fehér falakkal, cinóbervörös oszlopokkal és zöld, cserepes tetővel. A legfontosabb állami fogadásokat és ünnepségeket tartották benne. A Daigokuden kicsinyített mása ma a kiotói Heian-szentélyben áll.
A Burakuin szintén nagyméretű, téglalap alapterületű, kínai stílusú épületegyüttes volt, a Csódóintól nyugatra. Hivatalos ünnepségekre, díszvacsorákra és különféle szórakoztató rendezvényekre (például íjászversenyekre) tervezték. Mint a Csódóin, a Burakuin északi részén is csarnok állt. Ezt az épületet, a Burakudent (豊楽殿), a császár használta a Burakuinben történő események felügyelésére. A Csódóinhez hasonlóan később a Burakuin is kihasználatlanul maradt, miután a császári palota több hivatalát a belső palotába költöztették. Területe a palota azon kevés része közé tartozik, amelyeket feltártak.
A belső palotát kivéve, a nagy palota többi részében hivatalok, minisztériumok, irodák, műhelyek, raktárak, kertek és az En no Macubara (宴の松原) hatalmas, nyílt területe volt. A fallal körbevett államminisztérium (太政官) a Csódóintól keletre kapott helyet, amely a hagyományos szimmetrikus építészeti stílusban épült fel. A palotában állt a Singonin (真言院) is, amely a Tódzsi és Szaidzsi templomokon kívül az egyetlen buddhista létesítmény volt a fővárosban. A belső palota közvetlen közelében való elhelyezése a singon szekta befolyását mutatja a Heian-korban.